# 아인슈타인 다양체
미분기하학에서 아인슈타인 다양체(Einstein多樣體, 영어: Einstein manifold)는 리치 곡률 텐서가 계량 텐서와 비례하는 준 리만 다양체다.

## 정의
준 리만 다양체 {\displaystyle (M,g)}가 주어졌을 때, 그 리치 곡률 {\displaystyle \operatorname {Ric} }을 정의할 수 있다. 이는 (0,2)차 텐서장이다. 만약 다음 조건을 만족시키는 상수 {\displaystyle k\in \mathbb {R} }가 존재한다면, {\displaystyle (M,g)}를 아인슈타인 다양체라고 한다.
{\displaystyle \operatorname {Ric} _{\mu \nu }=kg_{\mu \nu }}
여기서 물론 {\displaystyle k=(g^{\mu \nu }\operatorname {Ric} _{\mu \nu })/(\dim M)=(\operatorname {tr} \operatorname {Ric} )/(\dim M)}이다.
즉, 만약 리치 곡률 텐서에서 대각합 성분을 제거한 텐서
{\displaystyle \operatorname {\widetilde {Ric}} =\operatorname {Ric} -{\frac {1}{\dim M}}(\operatorname {tr} \operatorname {Ric} )g}
를 정의한다면, 다양체가 아인슈타인 다양체일 필요 충분 조건은 무대각합 리치 곡률 텐서가 0인 것이다.
{\displaystyle \operatorname {\widetilde {Ric}} =0}
켈러 다양체나 사사키 다양체가 위 조건을 만족시키는 경우, 켈러-아인슈타인 다양체 또는 사사키-아인슈타인 다양체라고 부른다.

## 성질

### 매끄러움
임의의 리만 다양체 {\displaystyle (M,g)}에서, 국소적으로 조화 좌표계를 사용할 수 있다. 즉, 좌표 함수 {\displaystyle x^{1},\dotsc ,x^{n}}에 대하여
{\displaystyle \Delta x^{i}=0}
이다. (여기서 {\displaystyle \Delta }는 라플라스-벨트라미 연산자이다.) 이 좌표계에서 진공 아인슈타인 방정식은
{\displaystyle -{\frac {1}{2}}\Delta g_{ij}+Q(g,\partial g)=kg_{ij}}
의 꼴이며, {\displaystyle Q}는 {\displaystyle g}와 {\displaystyle \partial g}에 대한 2차 형식이다. 리만 계량이 양의 정부호라면, 이는 타원형 편미분 방정식이므로, 그 해는 매끄러운 함수이다.:§2

### 호몰로지
임의의 콤팩트 아인슈타인 리만 다양체에 대하여, 다음과 같은 성질이 성립한다.
- 오일러 지표가 음수가 아니다. 구체적으로, 2차 특이 호몰로지의 교차 형식의 부호수가 {\displaystyle \tau }이며, 오일러 지표가 {\displaystyle \chi }라면, 다음과 같은 부등식이 성립한다.[4]
{\displaystyle |\tau |\leq {\frac {2}{3}}\chi }

## 응용
일반 상대성 이론에서, 시공간의 차원이 3 이상일 때, 우주 상수 {\displaystyle \Lambda }를 가진 진공 해는 아인슈타인 다양체에 해당한다. 물질의 에너지-운동량 텐서가 0인 경우, 아인슈타인 방정식은 다음과 같다.
{\displaystyle R_{\mu \nu }-{\frac {1}{2}}g_{\mu \nu }g^{\rho \sigma }R_{\rho \sigma }+g_{\mu \nu }\Lambda =0}
따라서
{\displaystyle R_{\mu \nu }={\frac {2\Lambda }{n-2}}g_{\mu \nu }}
임을 알 수 있다. 여기서 {\displaystyle n=\dim M} (시공간의 차원)이다. 즉, {\displaystyle n>2}인 경우, 일반 상대성 이론에서의 진공은 {\displaystyle k=2\Lambda /(n-2)}인 준 리만 아인슈타인 다양체를 이룬다.

## 예
모든 1차원 준 리만 다양체는 (리치 곡률 텐서가 0이므로) 아인슈타인 다양체이다. 모든 2차원 준 리만 다양체는 아인슈타인 다양체이다. 이 경우, {\displaystyle k}는 가우스 곡률이다.
초구와 평면, 쌍곡공간 모두 아인슈타인 다양체다. 마찬가지로, 로런츠 계량 부호수에서는 더 시터르 공간과 민코프스키 공간, 반 더 시터르 공간 모두 아인슈타인 다양체다.
푸비니-슈투디 계량을 갖춘 복소수 사영 공간은 아인슈타인 다양체다. 모든 사원수 켈러 다양체는 아인슈타인 다양체다. 또한, 칼라비-야우 다양체나 초켈러 다양체는 (리치 곡률이 0이므로) {\displaystyle k=0}인 아인슈타인 다양체다.

### 반례
다음과 같은 다양체 위에는 임의의 양의 정부호 리만 계량을 주더라도 아인슈타인 다양체로 만들 수 없다.
- {\displaystyle \mathbb {S} ^{1}\times \mathbb {S} ^{2}}[3]:§4
- {\displaystyle \mathbb {S} ^{1}\times \mathbb {S} ^{3}}[4]:435
- {\displaystyle \mathbb {T} ^{4}\#\mathbb {T} ^{4}} (두 4차원 원환면의 연결합)[4]:435
- {\displaystyle \underbrace {\mathbb {C} \mathrm {P} ^{2}\#\dotsb \#\mathbb {C} \mathrm {P} ^{2}} _{n}}, {\displaystyle n\geq 4}[4]:436